# Juli
Juli é uma banda alemã de pop rock de Gießen, Hesse, formada pela cantora Eva Briegel e pelos guitarristas Jonas Pfetzing e Simon Triebel, com o baixista Andreas "Dedi" Herde e o baterista Marcel Römer. A banda foi formada em 1999 com o nome Sunnyglade, sem Eva Briegel e Marcel Römer, que entraram na banda em 2001, mudando o nome da banda para Juli, palavra da língua alemã que significa o mês "julho" em português.

## História

### Nomes da banda

#### Sunnyglade
Em 1996, a banda Sunnyglade foi formada sem uma vocalista, como uma banda do sexo masculino, constituída por Andreas "Dedi" Herde, Martin Möller, Jonas Pfetzing, Marcel Römer e Simon Triebel, que também cantavam. A vocalista feminina, Miriam Adameit, logo se juntou à banda. Com esta formação, eles gravaram um álbum chamado Pictures of My Mind de 1998, que vendeu quinhentas cópias. Quando Adameit Möller decidiu deixar a banda em 2000, eles se juntaram com Eva Briegel e Marcel Römer, e os membros da banda não mudou desde então. Naquela época, o grupo, ainda que se autodenominasse Sunnyglade, concentrou-se em escrever e tocar músicas com letras em inglês, e eles apreciaram seu primeiro grande sucesso, quando venceram o Hessischer Rockpreis 2000, terminando em segundo lugar no concurso pop Deutscher-Preis. A banda obteve pouca popularidade nos Estados Unidos com as canções em inglês.
Após a assinatura do seu primeiro contrato com a gravadora EMI no início de 2001, a banda Sunnyglade começou a trabalhar em gravações com o produtor Lutz Fahrenkrog-Petersen. Logo, o quinteto decidiu fazer canções com letras em alemão. Nessa época também abandonou-se o nome Sunnyglade e todas as suas canções. A banda se renomeou Juli.

#### Juli
Os primeiros shows da banda com o nome Juli foram em junho de 2002. Eles gravaram seu primeiro demo profissional em outubro de 2002 com o produtor Michael Gerlach. Devido à opinião positiva de várias gravadoras, a sua editora musical decidiu organizar uma amostra, que ocorreu em 16 de janeiro de 2003, no Oxymoron em Berlim. Três meses depois, em 24 de abril, a Universal Music organizou uma apresentação acústica, de diversos artistas em frente de um júri. A cantora Eva Briegel e o guitarrista Jonas Pfetzing contribuíram com quatro canções em nome da banda. Presumivelmente, seu contrato de registro foi um resultado desse desempenho, eles conseguiram o contrato com a recomendação de um representante da A&R que os vira se apresentar em 16 de janeiro, recomendando-os. Em agosto de 2003, quatro anos depois de terem definido seus objetivos, eles assinaram seu primeiro contrato de gravação em Popkomm em Colónia.

### Descoberta comercial
Em junho de 2004, Juli lançar seu single de estreia, o "Perfekte Welle", que contribuiu para o novo aumento da popularidade das letras de música alemã, e também deu o seu nome a uma coletânea de músicas com letras em alemão, o Perfekte Welle - Musik von hier. Embora o single estreasse em um número modesto de 38ª colocação nas paradas de singles alemães, e imediatamente sair do top 40 em sua segunda semana, a canção se recuperou rapidamente, e devido as rádios e as vendas de CDs de singles, "Perfekte Welle" finalmente entrou no top 10 alemão em sua décima primeira semana. A música alcançou a segunda posição, quatro meses após o lançamento, e acabou por receber uma certificação de ouro. No entanto, "Perfekte Welle" foi objeto de polêmica e foi banida do rádio e da televisão após o terremoto de 2004 no Oceano Índico.
O álbum de estreia do aclamado Es ist Juli foi lançado em setembro de 2004 e alcançou a posição segunda posição na Alemanha, quarta posição na Áustria e a sétima posição na Suíça, vendendo mais de 700.000 cópias em poucos meses. Em julho de 2006, foram vendidaas mais de um milhão de cópias, alcando o status de um disco de platina quádrupla. Apesar de o álbum se tornar o quarto álbum de maior sucesso do ano, ficando no top 25 das paradas alemãs por um ano completo, gerando mais quatro singles, mas apenas o sengundo single do álbum, "Geile Zeit", fez posicionar o top 20. A canção foi vence a primeira Bundesvision Song Contest, em que Juli representa sua província natal de Hesse. Em julho do mesmo ano, Juli paricipa do Live 8 em Berlim.
Depois de participar de uma rádio-excursão organizada por Eins Live através de Nordrhein-Westfalen, em setembro de 2004, Juli começou sua turnê própria través na Alemanha, que foi completamente esgotante. Depois que se seguiu uma abertura para a turnê Rosenstolz na Alemanha, Áustria e Suíça.
Após o desastre do tsunami no sudeste asiático em dezembro de 2004, quando ondas gigantescas mataram mais de 280.000 pessoas, a maioria das estações de rádio retiraram o single "Perfekte Welle" da programação de imediato, porque, segundo eles, suas letras se tornaram involuntariamente ambígua e poderia causar ofensas. A música é realmente sobre um surfista que está à espera de uma vaga para participar, é uma metáfora para se arriscar após longos períodos de espera e de esperança. Aparentemente, em várias estações de rádio, durante os primeiros dias depois da catástrofe, por causa da rotação automática, a canção apareceu logo após os relatos da área afetada, e algumas pessoas do público consideraram deliberado este sarcasmo. Alguns fãs tentaram convencer as estações que a música tinha uma mensagem positiva, nada a ver com o desastre, mas a banda e a Universal Music mostraram compreensão com as estações.
Em 12 de fevereiro de 2005, Juli ganha o primeiro prêmio no Bundesvision Song Contest em Hesse, com a canção "Geile Zeit". Poucos dias depois, a verdadeira turnê de "Es ist Juli" começa, com a banda em muitos shows e concertos do festival. Eles passaram do ano de 2005 em turnê. Eles também participaram do Live 8 em Berlim, onde se apresentaram com as canções "Geile Zeit" e "Perfekte Welle". Naquela época três singles foram lançados: "Regen und Meer", "Warum", e "November", mas nenhum teve o mesmo sucesso que seu antecessor. O videoclipe de "Regen und Meer" obteve pouca atenção na mídia, porque a banda estava tocando parte sobre um grupo terrorista de 1977 se referido diretamente a RAF e o rapto e o assassinato de Hanns-Martin Schleyer.

### O segundo álbum:Ein neuer Tag

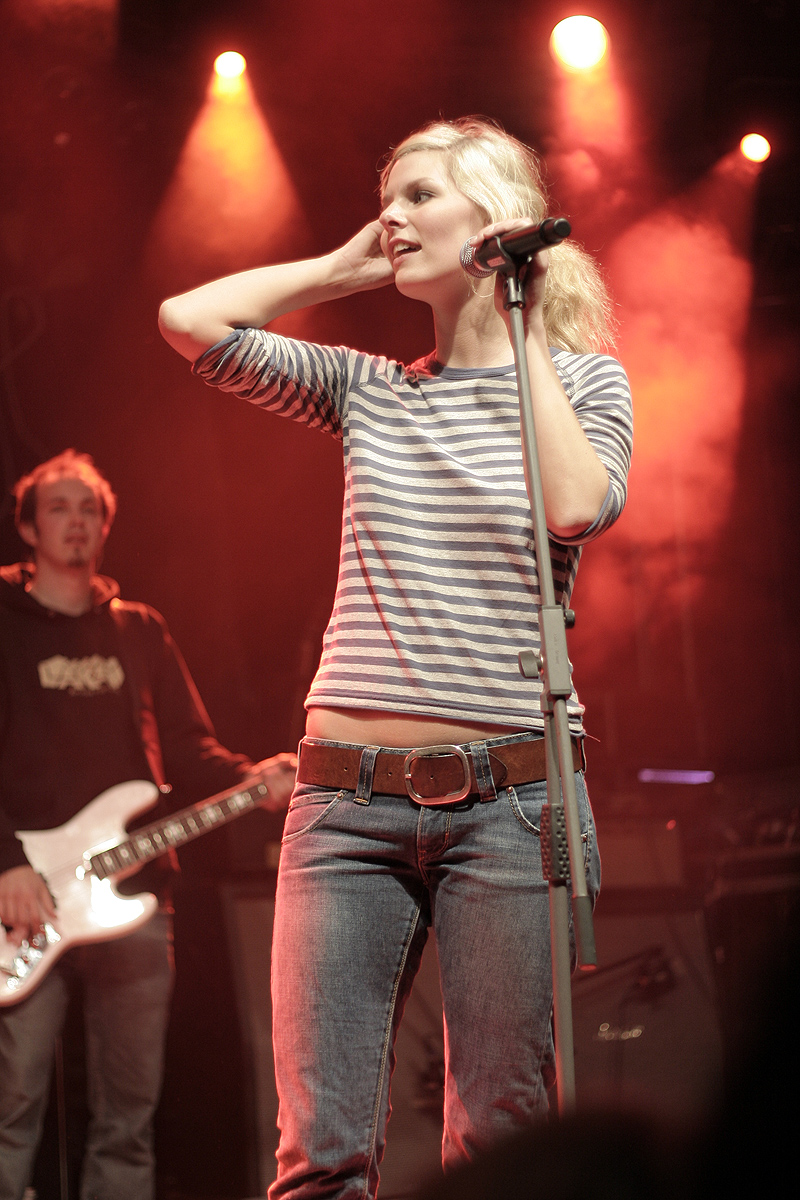
Eva Briegel na Ein neuer Tag tour.

A partir do terceiro trimestre de 2005, a banda fez poucas apresentações oficiais, preferindo refugiar-se em Bochum para trabalhar em seu segundo álbum de estúdio. A banda decidiu manter o tom geral do álbum, mais silencioso e mais maduro, do que o anterior. Durante o ano de 2006 eles tocaram principalmente em comemorações, como a Schlossgrabenfest, Donauinselfest e os Soundgarden Festival. Em julho de 2006, o novo álbum foi finalmente concluído.
O tempo antes do lançamento do álbum Ein neuer Tag foi preenchido com o trabalho de RP. Em 22 de setembro de 2006, o primeiro single do álbum "Dieses Leben" foi lançado, e que atingiu o top 5 cartas única imediatamente. Em 13 de outubro, Ein neuer Tag finalmente chegou às paradas de álbuns. Ela vendeu 75.000 cópias na primeira semana e chegou a 18° posição no United World Album Charts, e com mais de 200.000 pré-encomendas, já tinha alcançado status de platina pela data de lançamento.
Em 30 de novembro de 2006, Juli ganhou o Prêmio Bambi na categoria de música nacional em 7 de dezembro de 2006, e também foram agraciados pelo Eins-Live-Krone, como atribuição do ouvinte alemão mais importante da rádio.
Após o lançamento de "Wir Beide", o segundo single do álbum, Juli começa a turnê de Ein neuer Tag. Alguns dos concertos tiveram seus ingressos esgotados semanas de antecedência, ou teve que ser transferido para espaços maiores. Depois de tocar em festivais no verão, eles vão começar a segunda etapa de sua turnê no outono.
Inicialmente eles haviam planejado a canção "Am Besten Sein" para ser o próximo single, que era para ser lançado em janeiro de 2007. No entanto, finalmente, o terceiro single foi "Zerrissen".
Em 7 de julho de 2007 Juli se apresenta no Live Earth em Hamburgo.
Em abril de 2007, a "canção Stolen" por Dashboard Confessional foi regravada como um dueto entre a vocalista Eva Briegel e Chris Carrabba, lançado em 27 de julho de 2007.
Em setembro de 2007, houve um par de novos lançamentos. Em 21 de setembro, a canção "Ein neuer Tag" do álbum de mesmo nome, será lançado. Uma semana depois, no dia 28 de setembro, um DVD eu CD ao vivo e CD ao vivo serão lançados, ambos com o nome Ein neuer Tag: Live.
Juli não se vêem como uma banda de rock, mas chamar seu próprio estilo de música pop alternativa. Eles colocaram grandes expectativas em suas letras e estão sempre tentando chegar a mais de um público adulto e não adolescentes.
Juli é uma das bandas mais tocadas nas rádios da Alemanha, os seus três primeiros singles "Perfekte Welle", "Geile Zeit" e "Regen und Meer" chegaram ao topo das paradas da Alemanha, e todos permaneceram no top 10 por vários meses. "Dieses Leben" também repetiu esse sucesso. Manteve-se com a primeiracolocação durante cinco semanas consecutivas. Eles também conseguiram chegar ao top 5 com seu single atual.

### Terceiro álbum
Juli anuncia que, após uma ruptura tão necessária após o segundo álbum e a turnê, eles começaram a trabalhar em um novo álbum. Quase um ano depois, eles publicaram algumas fotos e vídeos de seu estúdio de gravação no Myspace

## Relacionamento com outras bandas
Ao mesmo tempo, como Juli iniciou-se com seu sucesso, havia um par de outras bandas com letras em alemão, que experimentaram um grande avanço. Pouco antes de Juli chegou à fama, os lançamentos das bandas Wir sind Helden, primeiro em 2003, e de Silbermond, primeira vez em março de 2004, por exemplo, comemoraram seu primeiro sucesso. O fato de que todos os três daquelas bandas aparecem com uma cantora, e com as letras em alemão, chamou a atenção à primeira vista. Desde o início de sua carreira, teve de enfrentar tais comparações, que foram estritamente negada. Uma coisa que é claramente falhada nesse caso é que todas as três faixas já estavam escritas em alemão, e foram tocadas com a mesma letra antes de seu primeiro contrato de gravação. Silbermond em particular, cuja carreira começou semelhante como banda Juli, como uma banda de estudantes cantando canções em  inglês, eles são freqüentemente comparados ao Wir Sind Helden pela mídia, que ambas as bandas consideraram um absurdo. Juli recentemente apareceu em um vídeo da música Stolen, da banda Dashboard Confessional, onde a vocalista Eva Briegel faz um dueto com Chris Carrabara.

## Discografia

### Álbuns
| Ano  | Título        | Posição  | Posição | Posição | Certificação                           |
| Ano  | Título        | Alemanha | Áustria | Suíça   | Certificação                           |
| ---- | ------------- | -------- | ------- | ------- | -------------------------------------- |
| 2004 | Es ist Juli   | #2       | #4      | #7      | ALE: Platina AUT: Platina SUI: Platina |
| 2006 | Ein neuer Tag | #1       | #4      | #3      |                                        |
| 2010 | In Love       | #4       | #17     | #33     | ALE: Ouro                              |
| 2014 | Insel         | #10      | #66     | #73     |                                        |

### Singles
| Ano  | Título                      | Posição  | Posição | Posição | Álbum         |
| Ano  | Título                      | Alemanha | Áustria | Suíça   | Álbum         |
| ---- | --------------------------- | -------- | ------- | ------- | ------------- |
| 2004 | "Perfekte Welle"            | #2       | #2      | #18     | Es ist Juli   |
| 2004 | "Geile Zeit"                | #19      | #11     | #32     | Es ist Juli   |
| 2005 | "Regen und Meer"            | #31      | #20     | -       | Es ist Juli   |
| 2005 | "Warum"                     | #47      | #52     | -       | Es ist Juli   |
| 2005 | "November"                  | #10      | -       | -       | Es ist Juli   |
| 2006 | "Dieses Leben"              | #5       | #7      | #25     | Ein neuer Tag |
| 2006 | "Wir beide"                 | #23      | #55     | -       | Ein neuer Tag |
| 2010 | "Elektrisches Gefühl"       | #12      | #21     | —       | In Love       |
| 2011 | "Immer wenn es dunkel wird" | #37      | —       | —       | In Love       |
| 2011 | "Süchtig"                   | #35      | -       | -       | In Love       |
| 2011 | "Du lügst so schön"         | #67      | —       | —       | In Love       |

## Premiações

### 2004
- Bravo Otto - "Shootingstar"

### 2005
- Bundesvision Song Contest

### 2006
- Bambi - "Music National"
- Einslive Krone - "Best Band"